# Edgar de la Cambriole (série télévisée d'animation)
Ne doit pas être confondu avec la série télévisée Edgar, le détective cambrioleur ou avec l'ancien nom d'Arsène Lupin III.
Edgar de la Cambriole (aussi connue sous le nom de Lupin The Third Part I) est une série télévisée d'animation japonaise produite par TMS Entertainement. Il s'agit de la première adaptation télévisée du manga Lupin III. Initialement intitulée Lupin III (ルパン三世, Rupan Sansei), la série fut diffusée entre le 24 octobre 1971 et le 26 mars 1972.
En France, la série fut diffusée à la télévision sur FR3 au début des années 1980[réf. nécessaire] et sortit sur 
DVD puis sur Blu-Ray. Elle a aussi été diffusée sur Télé Monte-Carlo en 1984 dans l'émission Télé Monte Cartoon. Mangas diffuse la série à partir du 31 août 2023.

## Synopsis
Arsène Lupin III, le petit-fils d'Arsène Lupin, est un voleur recherché dans le monde. Son homme de main est Daisuke Jigen, un tireur d'élite qui est capable de tirer sur une cible en 0,3 secondes. Ils sont rejoints par Fujiko Mine, le principal intérêt amoureux de Lupin qui tourne souvent les situations à son avantage. Après plusieurs accrochages avec le samurai et épéiste Goemon Ishikawa XIII, ce dernier finit par faire partie du groupe. Ils sont constamment poursuivis par l'inspecteur Heiji Zenigata VII, un spécialiste sur Lupin du MPD, dont le but dans sa vie est de capturer Lupin et ses collaborateurs.

## Distribution

### Voix originales
- Yasuo Yamada: Arsène Lupin III
- Kiyoshi Kobayashi : Daisuke Jigen
- Yukiko Nikaido : Fujiko Mine
- Gorō Naya : Heiji Zenigata VII
- Chikao Ōtsuka : Goemon Ishikawa XIII
- Ichirō Nagai: Le commissaire du MPD

### Voix françaises
- Philippe Ogouz: Edgar (Lupin III)
- Catherine Lafond: Magali (Fujiko)
- Philippe Peythieu: Jigen
- Jean Barney: Goemon
- Patrick Messe: Inspecteur Lacogne (Zenigata)
- Agnès Gribe: Tous les rôles féminins secondaires

Source: Planète Jeunesse

## Épisodes
1. Edgar brûle-t-il ?!
2. Celui qu'on appelait « le magicien »
3. Adieu, ma sorcière bien-aimée
4. L'Évasion de la dernière chance
5. L'Entrée en scène de Goemon, 13e du nom
6. Attention ! Après-midi pluvieux !
7. Les loups attirent les loups
8. Rassemblement général pour l'opération « jeu de cartes »
9. L'assassin chante le blues
10. Sus au faussaire !
11. Quand le 7e pont s'écroulera
12. Rira bien qui rira le dernier
13. Attention à la machine temporelle ! / Attention à la machine à voyager dans le temps !
14. Le Mystère de l'émeraude
15. Je boucle Edgar et cap sur l'Europe
16. Un voleur de bijou vole en plein vol ! / À nous les diamants !
17. Edgar pris au piège
18. Surveillez bien le concours de beauté ! / Beauté sous surveillance
19. Qui l'emportera ? / Le Combat de la 3e génération
20. Attrapez le faux Edgar ! / Sus au faux Edgar !
21. Le Sauvetage de la petite peste !
22. Un coup d'avance ! / Opération « computer »
23. La Grande Bataille des pièces d'or !

## Production

### Pilot Film
L'adaptation en animation du manga de Monkey Punch fut suggérée en premier par l'animateur Gisaburō Sugii à Yutata Fujioka, le fondateur de Tokyo Movie Shinsha (connu alors sous le nom de Tokyo Movie). Bien que Fujioka était intéressé par l'idée, Tokyo Movie n'avait pas assez de ressources financières pour pouvoir produire un tel projet. Cela mena à la création d'un pilote en CinemaScope nommé Pilot Film, dont l'intention était de produire de l'intérêt dans le projet et d'assurer du financement de producteurs potentiels.
Bien que la qualité du pilote était élevée pour son époque, peu d'investisseurs étaient intéressés dans le projet en raison de ses thèmes adultes de violence et de sexualité. Un an plus tard, le projet n'avait toujours pas été vendu et le pilote fut adapté pour la télévision.

### Choix de l'équipe technique et des acteurs
Lorsque Yomiuri Television accepta de produire une adaptation télévisée du manga en 1971, seuls Yasuo Otsuka et Masaaki Ōsumi étaient toujours à Tokyo Movie. Ōsumi fut désigné en tant que réalisateur, et Otsuka devint le concepteur de personnages. Kobayashi procura de l'animation clé pour plusieurs épisodes. La série avait été planifiée pour durer 26 épisodes, avec un synopsis créé pour chacun d'eux. Kiyoshi Kobayashi fut retenu pour interpréter Jigen pour la série (et continua d'interpréter ce rôle jusqu'en 2021), pendant que Gorō Naya, qui interprétait Goemon dans la version CinemaScope du pilote, et Chikao Ōtsuka, qui interprétait Zenigata dans la version télévisée, eurent leurs rôles inversés pour la série. Yasuo Yamada et Yukiko Nikaido, qui n'étaient pas impliqués dans le Pilot Film, furent choisis pour interpréter Lupin et Fujiko. Yamada, connu pour son doublage de Clint Eastwood, continue à être acclamé pour ses représentations sérieuses et humoristiques de Lupin, et fut synonyme au rôle même après sa mort en 1995. Masuyama interpréta le personnage de Catherine dans un épisode de la série, et remplaça éventuellement Nikaido dans le rôle de Fujiko de la deuxième série jusqu'à sa retraite en 2010.
Une partie de l'animation de la version télé du Pilot Film fut recyclée dans plusieurs génériques de la série, malgré le fait que Lupin porte une veste rouge dans ces séquences (elle devint verte pour la série à l'insistance d'Otsuka).

### Diffusion et évolution de la série
La série fut diffusée sur Yomiuri Television entre le 24 octobre 1971 et le 26 mars 1972. Les premiers classements de la série étaient faibles; après la diffusion du deuxième épisode, Ōsumi fut chargé de faire des changements à la série dans le but d'étendre son attrait; après avoir refusé de faire cela, il fut renvoyé de ses fonctions de réalisateur. Hayao Miyazaki et Isao Takahata étaient récemment passés de Toei à Tokyo Movie pour pouvoir commencer la pré-production d'une adaptation de Fifi Brindacier. Lorsque cette adaptation fut annulée, ils furent choisis par Otsuka, qui avait déjà travaillé avec eux à Toei, pour remplacer Ōsumi. Les épisodes produits après le départ d'Ōsumi ne contenaient pas de crédit pour les réalisateurs, ou alors ils étaient crédités sous le titre de A Production's Team of Directors (L'équipe de réalisateurs d'A Production) au lieu de Miyazaki et Takahata. En raison de l'horaire de production de la série, plusieurs épisodes étaient un mélange d'influences entre Ōsumi, Takahata et Miyazaki. L'épisode 9 fut le dernier dont Ōsumi avait le contrôle artistique total. Miyazaki et Takahata, en revanche, avaient accepté de faire ces changements, dont beaucoup d'entre eux se basaient sur leurs perspectives concernant le matériel source. Ils ont immédiatement planifié la suppression de ce qu'ils voyaient comme étant « apathique » dans la série, ce qu'ils trouvaient aussi évident dans la société. Pour cela, ils ont donné une attitude plus positive aux personnages : Lupin deviendrait insouciant et optimiste, Jigen « un acolyte amical et enjoué » tandis que « l'érotisme bon marché » de Fujiko fut enlevé et la nature anachronique de Goemon fut utilisée de manière occasionnelle pour des moments comiques. Ces changements menèrent à une baisse de l'unité dans les images et à une « dualité ». La musique fut composée par Takeo Yamashita, avec plusieurs chansons chantées par Charlie Kosei.
Edgar de la Cambriole est notable pour être la première série animée conçue au Japon à vouloir cibler une audience adulte, en accentuant sur la maturité, les personnages complexes et les récits. Elle ajoutait aussi un accent sur le réalisme, avec une attention portée sur les détails des véhicules, des armes et des objets de la vie quotidienne (détails qui n'étaient qu'approximatif dans le manga). Avant, tous les anime japonais étaient destinés à un public familial,. Le premier épisode («Edgar brûle-t-il?») est aussi connu pour être le premier travail animé officiel de la franchise à faire ce que Reed Nelson appelle la « formule Lupin», une série d'éléments scénaristiques qui sera fréquemment revue dans les futurs films et séries de la franchise. Ces éléments sont:
- Lupin et/ou sa bande défient ou volent un criminel/une organisation plus sinistre qu'eux.
- Fujiko est capturée par un ou plusieurs adversaires et est subséquemment sauvée par Lupin.
- Fujiko trahit Lupin pour s'avantager dans le coup.
- Zenigata essaie de capturer Lupin (parfois avec succès), uniquement pour que Lupin échappe de son emprise.

## Parutions
Plusieurs éditions vidéos sont parues au Japon. Emotion et VAP ont publié des cassettes VHS de la série. Pour fêter les 25 ans du manga, VAP lança une édition en six volumes en mars 1993,. Une édition en quatre volumes fut publiée le 23 juillet 1999. Elle fut distribuée au Japon en coffret DVD par VAP le 4 juillet 2001 avec un tirage limité de 30 000 exemplaires. Un coffret Blu-ray de quatre disques fut distribué le 21 décembre 2008, et sur quatre disques individuels le 21 janvier 2009,,. Kodansha lança le magazine bihebdomadaire Lupin III DVD Collection le 27 janvier 2015. Planifié pour paraître sur 45 numéros, le magazine inclut un DVD contenant des épisodes des deux premières séries.
Discotek Media licencia et publia la série sur DVD en Amérique du Nord sous le titre de Lupin the 3rd: The First TV Series Complete Collection le 26 juin 2012. Cette édition contient des commentaires audio sur plusieurs épisodes, des essais et des notes d'accompagnement ainsi que les deux versions du Pilot Film.
En France, la série fut éditée en 2005 par IDP sous un coffret de quatre DVD ne contenant que la version française. Une édition spéciale du même éditeur sortit l'année suivante avec l'ajout de la piste sonore originale japonaise et de sous-titres français. Black Box réédita la série en DVD et en Blu-Ray le 6 septembre 2019.
Plusieurs parutions de la musique de la série ont été faites. Deux singles furent publiés le 10 décembre 1971 et le 20 janvier 1972. L'album Original BGM Collection de Nippon Columbia sortit le 25 mars 1980. Il eut une réédition sur CD le 14 mars 2007 pour les 40 ans du manga,. La musique de la série fut aussi éditée sur deux albums: Lupin III 71’ Me Tracks par VAP le 21 février 1999 et Lupin III The 1st Series Music Anthology, par Nippon Columbia le 21 mars 2003. Malheureusement, les chansons et les musiques de scène de ces albums provenaient de bandes ayant les effets sonores calqués par-dessus la musique. Étant donné que les bandes originales de musique de scène ont été perdues, elle fut recréée par Takeo Yamashita et parut dans l'album Rebirth From '71 Series le 21 janvier 2003.
En honneur au 50e anniversaire de la franchise, un doublage en anglais du premier épisode fut annoncé par Lex Lang avec l'aide de Sentai Filmworks. La distribution des voix anglophones de Part II ainsi que Doug Erholtz (qui est la voix anglaise de l'inspecteur Zenigata depuis Part IV) reprendront leurs rôles pour le projet avec Richard Epcar comme réalisateur et en fournissant une courte vidéo introductive. L'épisode reçut une distribution limitée dans les cinémas avec les deux premiers épisodes de Part VI. TMS avait initialement prévu de sortir une vidéo du doublage sur YouTube, mais finit par être reporté en raison de conflits d'horaire. Elle fut finalement mise en ligne le 21 novembre 2021.
Le 13 décembre 2021, Discotek Media annonça que la série allait ressortir sur Blu-ray avec les 23 épisodes restaurés à partir des pellicules 35 mm originales, avec une bande sonore et des effets sonores restaurés à partir des bandes maîtres. Le Blu-ray contiendra aussi des notes d'accompagnement et d'art de production rare, ainsi qu'un tout nouveau doublage anglophone de la série entière. À ce jour, une date de sortie est prévue pour 2022.

## Accueil
La série a reçu une quantité record d'ordres de l'industrie de diffusion et a eu un taux de visionnement de 9% durant sa diffusion originale,.
En novembre 1994, Monkey Punch lui-même nomma cette série meilleure adaptation en anime de Lupin III, particulièrement pour les quelques premiers épisodes, citant la fidélité de la série à son manga. Shinichirō Watanabe, réalisateur de Cowboy Bebop et de Samurai Champloo, dit avoir été énormément influencé par le travail du réalisateur Masaaki Ōsumi sur la série. Le mangaka Naoki Urasawa considère la représentation de Lupin par Miyazaki d'être celle du « vrai Lupin ».
La série est classée 50e dans une liste des meilleurs anime par l'Agency for Cultural Affairs.
Chris Beveridge de The Fandom Post applaudit les suppléments et la production du DVD de Discotek, trouvant que la série était "une tonne d'amusement". Mike Dent, d'Otaku USA, trouva la série "fantastique" mais souligna les 12 premiers épisodes en tant que « vraies merveilles du spectacle ». Dans Anime Classics Zettai!, Brian Clamp et Julie Davies observèrent que la série avait un « sérieux sentiment de film de crime » et un ton plus sombre comparé aux adaptations subséquentes de la franchise aussi bien en raison de sa violence que de la sexualisation de Fujiko. Ils ont aussi remarqué l'attention portée aux détails en arrière-plan et à l'animation.
Dans un article d'Anime News Network, Reed Nelson établit que « la transition [entre les épisodes de style seinen d'Ōsumi et ceux de type familial de Miyazaki-Takahata] n'est pas totalement fluide, mais [la série est] un visionnage fascinant pour les curieux, et peut donner aux nouveaux spectateurs un aperçu sur la variété qu'offre la franchise dans son ensemble ».